# Evropská silnice E105
Evropská silnice E105 je evropskou silnicí 1. třídy. I přes trojciferné označení jde o páteřní evropskou silnici, která navazuje na řadu severojižních silnic E95, E85 atd. Prochází vesměs východní Evropou.
Počíná v norském Hessengu (nedaleko Kirkenes), kde navazuje na silnici E6. Po 10 km na norském území vstupuje do Ruska, kde vede přes Murmansk a Karélii do Petrohradu, odkud sleduje jednu z nejdůležitějších ruských silničních tras Petrohrad – Moskva, a dále vede přímo na jih přes území Ukrajiny až na poloostrov Krym a pobřeží Černého moře.

## Trasa
Norsko
- Hesseng (E6) – Storskog

 Rusko
- Borisoglebskij (Nikeľ) – Pečenga – Murmansk – Kandalakša – Petrozavodsk –
- Petrohrad (E18, E20, E95)
- – Veliký Novgorod – Tver –
- Moskva (E22, E30, E101, E115)
- – Tula – Orel – Trosna (E391) – Kursk (E38) – Bělgorod –

 Ukrajina
- Charkov (E40)
- – Novomoskovsk (E50, Dnipro) – Záporoží – Melitopol (E58) –

 Krym
- – Džankoj (E97) – Simferopol – Alušta – Jalta